# NGC 736
NGC 736 è una galassia situata nella costellazione del Triangolo.
Le sue coordinate celesti sono:
- 1 ora, 56 minuti e 41 secondi di ascensione retta
- + 33 gradi, 2 minuti e 40 secondi di declinazione

NGC 736 è una galassia di tipo E0, ossia una galassia ellittica, di aspetto quasi sferico.
Le sue dimensioni sono 1,5 x 1,5 minuti d'arco, la sua magnitudine 12,2, e contiene circa 7 miliardi di stelle.
Al suo esterno "coabitano" tre grandi stelle allineate, e al suo fianco è situata la galassia NGC 740.